# ホーンテッド 世界一怖いお化け屋敷
『ホーンテッド 世界一怖いお化け屋敷』（原題：Haunt）は、2019年制作のアメリカ合衆国のホラー映画。
イーライ・ロス製作、『クワイエット・プレイス』の脚本家スコット・ベックとブライアン・ウッズコンビ脚本・監督。

## あらすじ
米イリノイ州に住むハーパーは、横暴な恋人と別れることができず、悩んでいた。せっかくのハロウィンだし、お化け屋敷に行ってみようと、“究極のお化け屋敷”という名のアトラクションへ。最初のうちは肝試し気分だったが、出口は見つからず、惨殺死体が転がり始めた。そう、この館はマスクを付けた演者たちが殺人のためにつくった真のホラーハウスだった--仲間を次々と失い、窮地に追い込まれるが、果たしてこのお化け屋敷から生きて帰ることができるのか!?

## キャスト
- ハーパー：ケイティ・スティーヴンス
- ネイサン：ウィル・ブリテン
- ベイリー：ローリン・マクレイン
- エヴァン：アンドリュー・コールドウェル
- アンジェラ：シャジ・ラジャ
- マロリー：スカイラー・ヘルフォード